# 山川暁夫
山川 暁夫（やまかわ あきお、1927年2月28日 - 2000年2月12日）は、日本の政治評論家である。本名は山田昭。

## 生涯
1927年生まれ。福岡県出身。
1945年の浪速高校民主化運動に参加し、共産青年同盟に加盟する。1948年、東京大学経済学部に入学する。その年10月には、日本共産党本部の青年学生担当部員となっている。1960年代後半には、日本共産党の党員評論家の「川端治」として活躍し安保沖縄問題を論じている。ジャパンプレスサービスに従事するが、新日和見主義事件で日本共産党を離党する。
1974年に、「MAPP」（Military & Politics Perspective）という不定期雑誌を出版する。
1975年秋に、月2回の雑誌「インサイダー」を創刊し、自ら編集長を担う。1979年には、山川が「インサイダー」の廃刊を一旦宣言するが、田原総一朗や長谷川慶太郎らの協力者により株式会社として存続される。1980年2月には、編集長の地位は、高野孟が引き継ぐこととなる。
その後も、政治評論家として活躍し、「月刊社会党」にも、記事を書いている。日本社会党の非武装中立論に対して、山川暁夫は、国家の非武装と人民の自決権という理念で、侵略時には武装抵抗をほのめかすような言論を展開した。
1982年に、スタニスラフ・レフチェンコが協力者の経歴とコードネームを公表したいわゆるレフチェンコ事件の際、「パッシン」が山川暁夫であり、ソビエト連邦のスパイの疑いがかけられたが、山川は取材に堂々と応じ、会ったことを認め記事に対して反論した。
1989年、大阪経済法科大学客員教授となる。1991年の湾岸戦争の際は、政治評論家として、NHKに出演し「米軍は広島に弾薬を準備した気配がある」と発言し、政府関係者の反発を受け、山川の出演に協力していたNHK職員が処分された。
共産主義者の建党協議会（建党協）、建党同盟を経て、1998年に日本労働者党と建党同盟が結成した労働者社会主義同盟（労社同）の初代議長。
2000年2月12日に、心筋梗塞で亡くなる。

## 著書・論文集
- 『アメリカの世界戦略 : 日本はそのターゲットか!加担者か』学陽書房、1978年1月。NDLJP:11928743。
- 『CIA : もう一つの政府』教育社、1978年10月。NDLJP:11932017。
- 『80年代 : その危機と展望』技術と人間、1979年12月。NDLJP:11925234。
- 新たなる戦前―山川暁夫政治評論集 緑風出版 1983年8月 ASIN: B000J7C5WA
- 85年体制への序章―中曽根・行革・レフチェンコ・大韓機事件を撃つ 山川暁夫政治評論集 緑風出版 1983年12月 ASIN: B000J7962W
- 国権と民権 山川暁夫=川端治論文集 緑風出版 2001年2月 ISBN 978-4-8461-0101-5